# CYGNI: All Guns Blazing
『CYGNI: All Guns Blazing』（シグニ: オール・ガンズ・ブレイジング）は、KeelWorksが開発しコナミデジタルエンタテインメントより2024年8月6日に発売されたゲームソフト。対応プラットフォームはPlayStation 5・Xbox Series X/S・PC（SteamおよびEpic Games Store配信）。

## 概要
スコットランドのゲームディベロッパーであるKeelWorksがコナミデジタルエンタテインメントとのパブリッシング契約によりリリースする縦スクロール型シューティングゲーム。
KeelWorksのゲーム事業参入第1弾タイトルとなる。